# Ghatsnäshornsfågel
Ghatsnäshornsfågel (Ocyceros griseus) är en fågel i familjen näshornsfåglar som enbart förekommer i sydvästra Indien.

## Utseende
Ghatsnäshornsfågeln är en liten (45 cm) näshornsfågel, jämnstor med indisk näshornsfågel (O. gingalensis) och likt denna genomgående grå med mörkare stjärt och hos hanen ljus näbb utan kask. Till skillnad från denna har ghatsnäshornsfågeln ett brett, gråvitt ögonbrynsstreck, mörkare grå ovansida, kortare och mörkare stjärt med vitt endast på de yttre stjärtpennornas spets och rostfärgade undre stjärttäckare. Hanen har orangefärgad näbb (ej gräddfärgad med svart vid näbbroten som hos hane indisk näshornsfågel), honan gul med svart näbbrotsfläck (ej svart med gräddvit strimma utmed tuggytan).

## Utbredning och systematik
Fågeln förekommer i fuktiga lövskogar i sydvästra Indien. Den behandlas som monotypisk, det vill säga att den inte delas in i några underarter.

## Status och hot
Arten har ett stort utbredningsområde, men tros minska i antal, så pass kraftigt att den sedan 2020 är upptagen på internationella naturvårdsunionen IUCN:s lista över hotade arter, där placerad i kategorin sårbar.